# مسرحية البخيلة

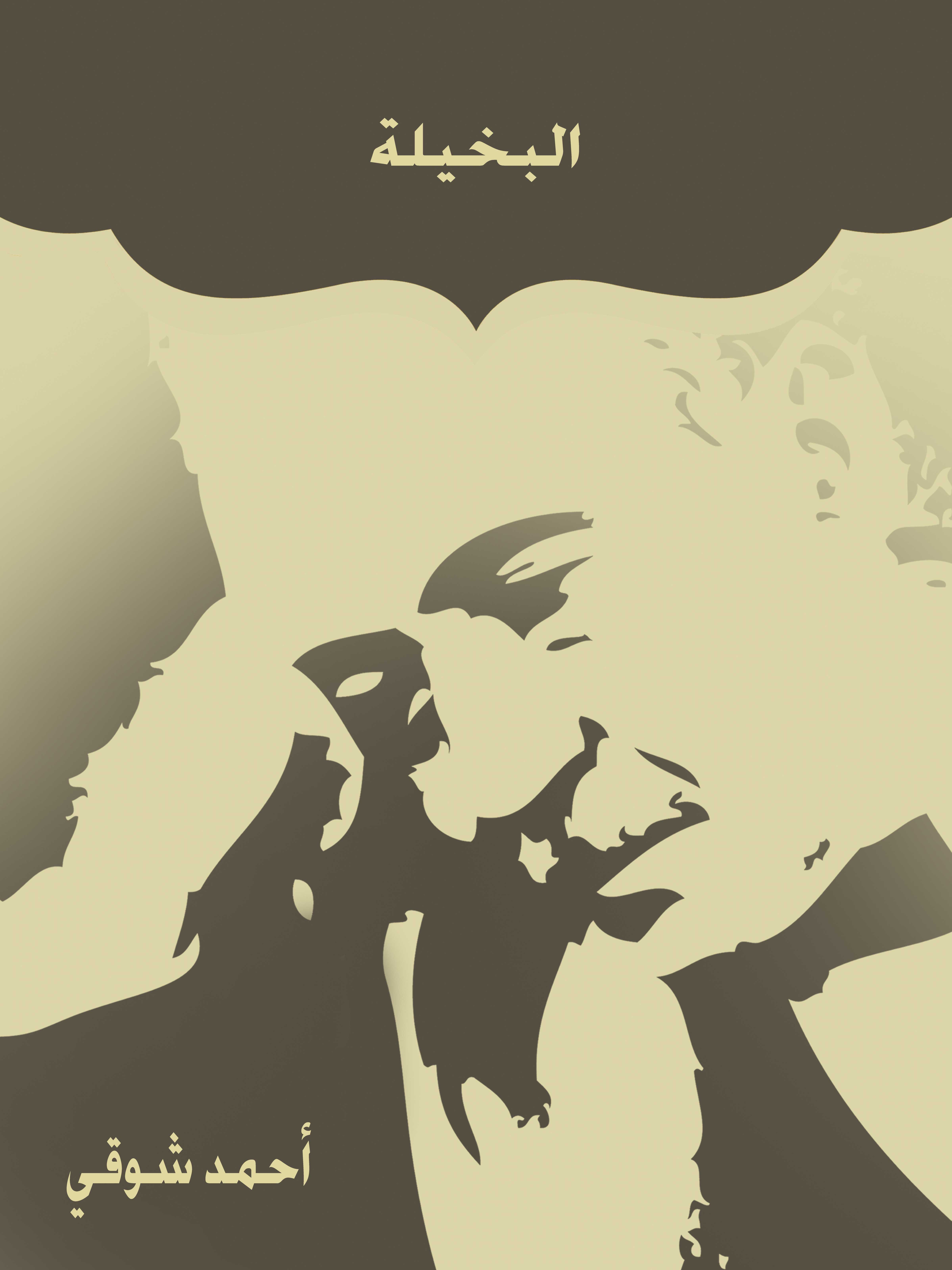
مسرحية البخيلة

تضرب مسرحية البخيلة بجذورها في قلب الواقع الذي عايشه أمير الشعراء أحمد شوقي، وكل من يتأمل هذه المسرحية، يدرك التطور السريع الذي حققه شوقي في مجال الدراما الشعرية، حيث انتقل من إطار التراجيديا (المأساة) إلى الكوميديا (الملهاة). كما انصرف عن شخوص الملوك والأمراء التي تمثل الطبقة الأرستقراطية، إلى شخوص العاديين المألوفين الذين يمثلون الطبقة البرجوازية، والشخصيات الأساسية في هذه المسرحية شخصيات نسائية، فالبخيلة امرأة تكتنز الثروة وتحرم نفسها من كل ما حولها، ومن ثم فأساس الدراما المسرحية هو المفارقة، وهي مفارقة تثير الضحك، ولكنها تنطوي على نقد لاذع.